# Acheron Passage Falls
Die Acheron Passage Falls sind ein Wasserfall im Fiordland-Nationalpark auf der Südinsel Neuseelands. Er stürzt östlich von Resolution Island im Lauf eines namenlosen Bachs in die Acheron Passage. Seine Fallhöhe beträgt rund 90 Meter.